# Homalothecium fulgescens
Homalothecium fulgescens là một loài rêu trong họ Brachytheciaceae. Loài này được Mitt. ex Müll. Hal. A. Jaeger mô tả khoa học đầu tiên năm 1878.